# 绯红蒲公英
绯红蒲公英（学名：Taraxacum pseudoroseum）为菊科蒲公英属的植物，为中国的特有植物。分布于中国大陆的新疆等地，生长于海拔2,500米至3,300米的地区，多生在亚高山草甸或森林草甸，目前尚未由人工引种栽培。